# Каро, Горацио
Горацио Каро (англ. Horatio Caro; 5 июля 1862, Ньюкасл-апон-Тайн — 15 декабря 1920, Лондон) — английский шахматист и шахматный теоретик.
Много лет прожил в Берлине, где выдвинулся в клубных соревнованиях. Многократно участвовал в международных турнирах и турнирах немецких мастеров (в пяти из них пришел к финишу первым). Вернулся в Англию после начала Первой Мировой войны.

## Вклад в теорию дебютов
В 1886 г. совместно с австрийским шахматистом М. Канном изучал дебют 1. е4 с6. Результаты изучения в том же году были опубликованы в журнале «Bruederschaft». Позже дебюту было дано название в честь его первых серьёзных исследователей: Защита Каро — Канн.

## Примечательная партия
Из партий Г. Каро выделяется его победа над будущим чемпионом мира Эм. Ласкером. Это было самое быстрое поражение второго чемпиона мира в официальных соревнованиях.
|   | a | b | c | d | e | f | g | h |   |
| - | --- | --- | --- | --- | --- | --- | --- | --- | - |
| 8 | b8 чёрный ферзь · f8 чёрный слон · g8 чёрный конь · h8 чёрная ладья · a7 чёрная ладья · b7 чёрная пешка · e7 чёрный король · f7 чёрная пешка · h7 чёрная пешка · a6 чёрная пешка · b6 белый конь · e6 чёрная пешка · d5 чёрная пешка · f5 чёрный слон · g5 чёрная пешка · a4 белый ферзь · d4 белая пешка · f3 белый конь · a2 белая пешка · b2 белая пешка · e2 белая пешка · f2 белая пешка · g2 белая пешка · h2 белая пешка · c1 белая ладья · e1 белый король · f1 белый слон · h1 белая ладья | b8 чёрный ферзь · f8 чёрный слон · g8 чёрный конь · h8 чёрная ладья · a7 чёрная ладья · b7 чёрная пешка · e7 чёрный король · f7 чёрная пешка · h7 чёрная пешка · a6 чёрная пешка · b6 белый конь · e6 чёрная пешка · d5 чёрная пешка · f5 чёрный слон · g5 чёрная пешка · a4 белый ферзь · d4 белая пешка · f3 белый конь · a2 белая пешка · b2 белая пешка · e2 белая пешка · f2 белая пешка · g2 белая пешка · h2 белая пешка · c1 белая ладья · e1 белый король · f1 белый слон · h1 белая ладья | b8 чёрный ферзь · f8 чёрный слон · g8 чёрный конь · h8 чёрная ладья · a7 чёрная ладья · b7 чёрная пешка · e7 чёрный король · f7 чёрная пешка · h7 чёрная пешка · a6 чёрная пешка · b6 белый конь · e6 чёрная пешка · d5 чёрная пешка · f5 чёрный слон · g5 чёрная пешка · a4 белый ферзь · d4 белая пешка · f3 белый конь · a2 белая пешка · b2 белая пешка · e2 белая пешка · f2 белая пешка · g2 белая пешка · h2 белая пешка · c1 белая ладья · e1 белый король · f1 белый слон · h1 белая ладья | b8 чёрный ферзь · f8 чёрный слон · g8 чёрный конь · h8 чёрная ладья · a7 чёрная ладья · b7 чёрная пешка · e7 чёрный король · f7 чёрная пешка · h7 чёрная пешка · a6 чёрная пешка · b6 белый конь · e6 чёрная пешка · d5 чёрная пешка · f5 чёрный слон · g5 чёрная пешка · a4 белый ферзь · d4 белая пешка · f3 белый конь · a2 белая пешка · b2 белая пешка · e2 белая пешка · f2 белая пешка · g2 белая пешка · h2 белая пешка · c1 белая ладья · e1 белый король · f1 белый слон · h1 белая ладья | b8 чёрный ферзь · f8 чёрный слон · g8 чёрный конь · h8 чёрная ладья · a7 чёрная ладья · b7 чёрная пешка · e7 чёрный король · f7 чёрная пешка · h7 чёрная пешка · a6 чёрная пешка · b6 белый конь · e6 чёрная пешка · d5 чёрная пешка · f5 чёрный слон · g5 чёрная пешка · a4 белый ферзь · d4 белая пешка · f3 белый конь · a2 белая пешка · b2 белая пешка · e2 белая пешка · f2 белая пешка · g2 белая пешка · h2 белая пешка · c1 белая ладья · e1 белый король · f1 белый слон · h1 белая ладья | b8 чёрный ферзь · f8 чёрный слон · g8 чёрный конь · h8 чёрная ладья · a7 чёрная ладья · b7 чёрная пешка · e7 чёрный король · f7 чёрная пешка · h7 чёрная пешка · a6 чёрная пешка · b6 белый конь · e6 чёрная пешка · d5 чёрная пешка · f5 чёрный слон · g5 чёрная пешка · a4 белый ферзь · d4 белая пешка · f3 белый конь · a2 белая пешка · b2 белая пешка · e2 белая пешка · f2 белая пешка · g2 белая пешка · h2 белая пешка · c1 белая ладья · e1 белый король · f1 белый слон · h1 белая ладья | b8 чёрный ферзь · f8 чёрный слон · g8 чёрный конь · h8 чёрная ладья · a7 чёрная ладья · b7 чёрная пешка · e7 чёрный король · f7 чёрная пешка · h7 чёрная пешка · a6 чёрная пешка · b6 белый конь · e6 чёрная пешка · d5 чёрная пешка · f5 чёрный слон · g5 чёрная пешка · a4 белый ферзь · d4 белая пешка · f3 белый конь · a2 белая пешка · b2 белая пешка · e2 белая пешка · f2 белая пешка · g2 белая пешка · h2 белая пешка · c1 белая ладья · e1 белый король · f1 белый слон · h1 белая ладья | b8 чёрный ферзь · f8 чёрный слон · g8 чёрный конь · h8 чёрная ладья · a7 чёрная ладья · b7 чёрная пешка · e7 чёрный король · f7 чёрная пешка · h7 чёрная пешка · a6 чёрная пешка · b6 белый конь · e6 чёрная пешка · d5 чёрная пешка · f5 чёрный слон · g5 чёрная пешка · a4 белый ферзь · d4 белая пешка · f3 белый конь · a2 белая пешка · b2 белая пешка · e2 белая пешка · f2 белая пешка · g2 белая пешка · h2 белая пешка · c1 белая ладья · e1 белый король · f1 белый слон · h1 белая ладья | 8 |
| 7 | b8 чёрный ферзь · f8 чёрный слон · g8 чёрный конь · h8 чёрная ладья · a7 чёрная ладья · b7 чёрная пешка · e7 чёрный король · f7 чёрная пешка · h7 чёрная пешка · a6 чёрная пешка · b6 белый конь · e6 чёрная пешка · d5 чёрная пешка · f5 чёрный слон · g5 чёрная пешка · a4 белый ферзь · d4 белая пешка · f3 белый конь · a2 белая пешка · b2 белая пешка · e2 белая пешка · f2 белая пешка · g2 белая пешка · h2 белая пешка · c1 белая ладья · e1 белый король · f1 белый слон · h1 белая ладья | b8 чёрный ферзь · f8 чёрный слон · g8 чёрный конь · h8 чёрная ладья · a7 чёрная ладья · b7 чёрная пешка · e7 чёрный король · f7 чёрная пешка · h7 чёрная пешка · a6 чёрная пешка · b6 белый конь · e6 чёрная пешка · d5 чёрная пешка · f5 чёрный слон · g5 чёрная пешка · a4 белый ферзь · d4 белая пешка · f3 белый конь · a2 белая пешка · b2 белая пешка · e2 белая пешка · f2 белая пешка · g2 белая пешка · h2 белая пешка · c1 белая ладья · e1 белый король · f1 белый слон · h1 белая ладья | b8 чёрный ферзь · f8 чёрный слон · g8 чёрный конь · h8 чёрная ладья · a7 чёрная ладья · b7 чёрная пешка · e7 чёрный король · f7 чёрная пешка · h7 чёрная пешка · a6 чёрная пешка · b6 белый конь · e6 чёрная пешка · d5 чёрная пешка · f5 чёрный слон · g5 чёрная пешка · a4 белый ферзь · d4 белая пешка · f3 белый конь · a2 белая пешка · b2 белая пешка · e2 белая пешка · f2 белая пешка · g2 белая пешка · h2 белая пешка · c1 белая ладья · e1 белый король · f1 белый слон · h1 белая ладья | b8 чёрный ферзь · f8 чёрный слон · g8 чёрный конь · h8 чёрная ладья · a7 чёрная ладья · b7 чёрная пешка · e7 чёрный король · f7 чёрная пешка · h7 чёрная пешка · a6 чёрная пешка · b6 белый конь · e6 чёрная пешка · d5 чёрная пешка · f5 чёрный слон · g5 чёрная пешка · a4 белый ферзь · d4 белая пешка · f3 белый конь · a2 белая пешка · b2 белая пешка · e2 белая пешка · f2 белая пешка · g2 белая пешка · h2 белая пешка · c1 белая ладья · e1 белый король · f1 белый слон · h1 белая ладья | b8 чёрный ферзь · f8 чёрный слон · g8 чёрный конь · h8 чёрная ладья · a7 чёрная ладья · b7 чёрная пешка · e7 чёрный король · f7 чёрная пешка · h7 чёрная пешка · a6 чёрная пешка · b6 белый конь · e6 чёрная пешка · d5 чёрная пешка · f5 чёрный слон · g5 чёрная пешка · a4 белый ферзь · d4 белая пешка · f3 белый конь · a2 белая пешка · b2 белая пешка · e2 белая пешка · f2 белая пешка · g2 белая пешка · h2 белая пешка · c1 белая ладья · e1 белый король · f1 белый слон · h1 белая ладья | b8 чёрный ферзь · f8 чёрный слон · g8 чёрный конь · h8 чёрная ладья · a7 чёрная ладья · b7 чёрная пешка · e7 чёрный король · f7 чёрная пешка · h7 чёрная пешка · a6 чёрная пешка · b6 белый конь · e6 чёрная пешка · d5 чёрная пешка · f5 чёрный слон · g5 чёрная пешка · a4 белый ферзь · d4 белая пешка · f3 белый конь · a2 белая пешка · b2 белая пешка · e2 белая пешка · f2 белая пешка · g2 белая пешка · h2 белая пешка · c1 белая ладья · e1 белый король · f1 белый слон · h1 белая ладья | b8 чёрный ферзь · f8 чёрный слон · g8 чёрный конь · h8 чёрная ладья · a7 чёрная ладья · b7 чёрная пешка · e7 чёрный король · f7 чёрная пешка · h7 чёрная пешка · a6 чёрная пешка · b6 белый конь · e6 чёрная пешка · d5 чёрная пешка · f5 чёрный слон · g5 чёрная пешка · a4 белый ферзь · d4 белая пешка · f3 белый конь · a2 белая пешка · b2 белая пешка · e2 белая пешка · f2 белая пешка · g2 белая пешка · h2 белая пешка · c1 белая ладья · e1 белый король · f1 белый слон · h1 белая ладья | b8 чёрный ферзь · f8 чёрный слон · g8 чёрный конь · h8 чёрная ладья · a7 чёрная ладья · b7 чёрная пешка · e7 чёрный король · f7 чёрная пешка · h7 чёрная пешка · a6 чёрная пешка · b6 белый конь · e6 чёрная пешка · d5 чёрная пешка · f5 чёрный слон · g5 чёрная пешка · a4 белый ферзь · d4 белая пешка · f3 белый конь · a2 белая пешка · b2 белая пешка · e2 белая пешка · f2 белая пешка · g2 белая пешка · h2 белая пешка · c1 белая ладья · e1 белый король · f1 белый слон · h1 белая ладья | 7 |
| 6 | b8 чёрный ферзь · f8 чёрный слон · g8 чёрный конь · h8 чёрная ладья · a7 чёрная ладья · b7 чёрная пешка · e7 чёрный король · f7 чёрная пешка · h7 чёрная пешка · a6 чёрная пешка · b6 белый конь · e6 чёрная пешка · d5 чёрная пешка · f5 чёрный слон · g5 чёрная пешка · a4 белый ферзь · d4 белая пешка · f3 белый конь · a2 белая пешка · b2 белая пешка · e2 белая пешка · f2 белая пешка · g2 белая пешка · h2 белая пешка · c1 белая ладья · e1 белый король · f1 белый слон · h1 белая ладья | b8 чёрный ферзь · f8 чёрный слон · g8 чёрный конь · h8 чёрная ладья · a7 чёрная ладья · b7 чёрная пешка · e7 чёрный король · f7 чёрная пешка · h7 чёрная пешка · a6 чёрная пешка · b6 белый конь · e6 чёрная пешка · d5 чёрная пешка · f5 чёрный слон · g5 чёрная пешка · a4 белый ферзь · d4 белая пешка · f3 белый конь · a2 белая пешка · b2 белая пешка · e2 белая пешка · f2 белая пешка · g2 белая пешка · h2 белая пешка · c1 белая ладья · e1 белый король · f1 белый слон · h1 белая ладья | b8 чёрный ферзь · f8 чёрный слон · g8 чёрный конь · h8 чёрная ладья · a7 чёрная ладья · b7 чёрная пешка · e7 чёрный король · f7 чёрная пешка · h7 чёрная пешка · a6 чёрная пешка · b6 белый конь · e6 чёрная пешка · d5 чёрная пешка · f5 чёрный слон · g5 чёрная пешка · a4 белый ферзь · d4 белая пешка · f3 белый конь · a2 белая пешка · b2 белая пешка · e2 белая пешка · f2 белая пешка · g2 белая пешка · h2 белая пешка · c1 белая ладья · e1 белый король · f1 белый слон · h1 белая ладья | b8 чёрный ферзь · f8 чёрный слон · g8 чёрный конь · h8 чёрная ладья · a7 чёрная ладья · b7 чёрная пешка · e7 чёрный король · f7 чёрная пешка · h7 чёрная пешка · a6 чёрная пешка · b6 белый конь · e6 чёрная пешка · d5 чёрная пешка · f5 чёрный слон · g5 чёрная пешка · a4 белый ферзь · d4 белая пешка · f3 белый конь · a2 белая пешка · b2 белая пешка · e2 белая пешка · f2 белая пешка · g2 белая пешка · h2 белая пешка · c1 белая ладья · e1 белый король · f1 белый слон · h1 белая ладья | b8 чёрный ферзь · f8 чёрный слон · g8 чёрный конь · h8 чёрная ладья · a7 чёрная ладья · b7 чёрная пешка · e7 чёрный король · f7 чёрная пешка · h7 чёрная пешка · a6 чёрная пешка · b6 белый конь · e6 чёрная пешка · d5 чёрная пешка · f5 чёрный слон · g5 чёрная пешка · a4 белый ферзь · d4 белая пешка · f3 белый конь · a2 белая пешка · b2 белая пешка · e2 белая пешка · f2 белая пешка · g2 белая пешка · h2 белая пешка · c1 белая ладья · e1 белый король · f1 белый слон · h1 белая ладья | b8 чёрный ферзь · f8 чёрный слон · g8 чёрный конь · h8 чёрная ладья · a7 чёрная ладья · b7 чёрная пешка · e7 чёрный король · f7 чёрная пешка · h7 чёрная пешка · a6 чёрная пешка · b6 белый конь · e6 чёрная пешка · d5 чёрная пешка · f5 чёрный слон · g5 чёрная пешка · a4 белый ферзь · d4 белая пешка · f3 белый конь · a2 белая пешка · b2 белая пешка · e2 белая пешка · f2 белая пешка · g2 белая пешка · h2 белая пешка · c1 белая ладья · e1 белый король · f1 белый слон · h1 белая ладья | b8 чёрный ферзь · f8 чёрный слон · g8 чёрный конь · h8 чёрная ладья · a7 чёрная ладья · b7 чёрная пешка · e7 чёрный король · f7 чёрная пешка · h7 чёрная пешка · a6 чёрная пешка · b6 белый конь · e6 чёрная пешка · d5 чёрная пешка · f5 чёрный слон · g5 чёрная пешка · a4 белый ферзь · d4 белая пешка · f3 белый конь · a2 белая пешка · b2 белая пешка · e2 белая пешка · f2 белая пешка · g2 белая пешка · h2 белая пешка · c1 белая ладья · e1 белый король · f1 белый слон · h1 белая ладья | b8 чёрный ферзь · f8 чёрный слон · g8 чёрный конь · h8 чёрная ладья · a7 чёрная ладья · b7 чёрная пешка · e7 чёрный король · f7 чёрная пешка · h7 чёрная пешка · a6 чёрная пешка · b6 белый конь · e6 чёрная пешка · d5 чёрная пешка · f5 чёрный слон · g5 чёрная пешка · a4 белый ферзь · d4 белая пешка · f3 белый конь · a2 белая пешка · b2 белая пешка · e2 белая пешка · f2 белая пешка · g2 белая пешка · h2 белая пешка · c1 белая ладья · e1 белый король · f1 белый слон · h1 белая ладья | 6 |
| 5 | b8 чёрный ферзь · f8 чёрный слон · g8 чёрный конь · h8 чёрная ладья · a7 чёрная ладья · b7 чёрная пешка · e7 чёрный король · f7 чёрная пешка · h7 чёрная пешка · a6 чёрная пешка · b6 белый конь · e6 чёрная пешка · d5 чёрная пешка · f5 чёрный слон · g5 чёрная пешка · a4 белый ферзь · d4 белая пешка · f3 белый конь · a2 белая пешка · b2 белая пешка · e2 белая пешка · f2 белая пешка · g2 белая пешка · h2 белая пешка · c1 белая ладья · e1 белый король · f1 белый слон · h1 белая ладья | b8 чёрный ферзь · f8 чёрный слон · g8 чёрный конь · h8 чёрная ладья · a7 чёрная ладья · b7 чёрная пешка · e7 чёрный король · f7 чёрная пешка · h7 чёрная пешка · a6 чёрная пешка · b6 белый конь · e6 чёрная пешка · d5 чёрная пешка · f5 чёрный слон · g5 чёрная пешка · a4 белый ферзь · d4 белая пешка · f3 белый конь · a2 белая пешка · b2 белая пешка · e2 белая пешка · f2 белая пешка · g2 белая пешка · h2 белая пешка · c1 белая ладья · e1 белый король · f1 белый слон · h1 белая ладья | b8 чёрный ферзь · f8 чёрный слон · g8 чёрный конь · h8 чёрная ладья · a7 чёрная ладья · b7 чёрная пешка · e7 чёрный король · f7 чёрная пешка · h7 чёрная пешка · a6 чёрная пешка · b6 белый конь · e6 чёрная пешка · d5 чёрная пешка · f5 чёрный слон · g5 чёрная пешка · a4 белый ферзь · d4 белая пешка · f3 белый конь · a2 белая пешка · b2 белая пешка · e2 белая пешка · f2 белая пешка · g2 белая пешка · h2 белая пешка · c1 белая ладья · e1 белый король · f1 белый слон · h1 белая ладья | b8 чёрный ферзь · f8 чёрный слон · g8 чёрный конь · h8 чёрная ладья · a7 чёрная ладья · b7 чёрная пешка · e7 чёрный король · f7 чёрная пешка · h7 чёрная пешка · a6 чёрная пешка · b6 белый конь · e6 чёрная пешка · d5 чёрная пешка · f5 чёрный слон · g5 чёрная пешка · a4 белый ферзь · d4 белая пешка · f3 белый конь · a2 белая пешка · b2 белая пешка · e2 белая пешка · f2 белая пешка · g2 белая пешка · h2 белая пешка · c1 белая ладья · e1 белый король · f1 белый слон · h1 белая ладья | b8 чёрный ферзь · f8 чёрный слон · g8 чёрный конь · h8 чёрная ладья · a7 чёрная ладья · b7 чёрная пешка · e7 чёрный король · f7 чёрная пешка · h7 чёрная пешка · a6 чёрная пешка · b6 белый конь · e6 чёрная пешка · d5 чёрная пешка · f5 чёрный слон · g5 чёрная пешка · a4 белый ферзь · d4 белая пешка · f3 белый конь · a2 белая пешка · b2 белая пешка · e2 белая пешка · f2 белая пешка · g2 белая пешка · h2 белая пешка · c1 белая ладья · e1 белый король · f1 белый слон · h1 белая ладья | b8 чёрный ферзь · f8 чёрный слон · g8 чёрный конь · h8 чёрная ладья · a7 чёрная ладья · b7 чёрная пешка · e7 чёрный король · f7 чёрная пешка · h7 чёрная пешка · a6 чёрная пешка · b6 белый конь · e6 чёрная пешка · d5 чёрная пешка · f5 чёрный слон · g5 чёрная пешка · a4 белый ферзь · d4 белая пешка · f3 белый конь · a2 белая пешка · b2 белая пешка · e2 белая пешка · f2 белая пешка · g2 белая пешка · h2 белая пешка · c1 белая ладья · e1 белый король · f1 белый слон · h1 белая ладья | b8 чёрный ферзь · f8 чёрный слон · g8 чёрный конь · h8 чёрная ладья · a7 чёрная ладья · b7 чёрная пешка · e7 чёрный король · f7 чёрная пешка · h7 чёрная пешка · a6 чёрная пешка · b6 белый конь · e6 чёрная пешка · d5 чёрная пешка · f5 чёрный слон · g5 чёрная пешка · a4 белый ферзь · d4 белая пешка · f3 белый конь · a2 белая пешка · b2 белая пешка · e2 белая пешка · f2 белая пешка · g2 белая пешка · h2 белая пешка · c1 белая ладья · e1 белый король · f1 белый слон · h1 белая ладья | b8 чёрный ферзь · f8 чёрный слон · g8 чёрный конь · h8 чёрная ладья · a7 чёрная ладья · b7 чёрная пешка · e7 чёрный король · f7 чёрная пешка · h7 чёрная пешка · a6 чёрная пешка · b6 белый конь · e6 чёрная пешка · d5 чёрная пешка · f5 чёрный слон · g5 чёрная пешка · a4 белый ферзь · d4 белая пешка · f3 белый конь · a2 белая пешка · b2 белая пешка · e2 белая пешка · f2 белая пешка · g2 белая пешка · h2 белая пешка · c1 белая ладья · e1 белый король · f1 белый слон · h1 белая ладья | 5 |
| 4 | b8 чёрный ферзь · f8 чёрный слон · g8 чёрный конь · h8 чёрная ладья · a7 чёрная ладья · b7 чёрная пешка · e7 чёрный король · f7 чёрная пешка · h7 чёрная пешка · a6 чёрная пешка · b6 белый конь · e6 чёрная пешка · d5 чёрная пешка · f5 чёрный слон · g5 чёрная пешка · a4 белый ферзь · d4 белая пешка · f3 белый конь · a2 белая пешка · b2 белая пешка · e2 белая пешка · f2 белая пешка · g2 белая пешка · h2 белая пешка · c1 белая ладья · e1 белый король · f1 белый слон · h1 белая ладья | b8 чёрный ферзь · f8 чёрный слон · g8 чёрный конь · h8 чёрная ладья · a7 чёрная ладья · b7 чёрная пешка · e7 чёрный король · f7 чёрная пешка · h7 чёрная пешка · a6 чёрная пешка · b6 белый конь · e6 чёрная пешка · d5 чёрная пешка · f5 чёрный слон · g5 чёрная пешка · a4 белый ферзь · d4 белая пешка · f3 белый конь · a2 белая пешка · b2 белая пешка · e2 белая пешка · f2 белая пешка · g2 белая пешка · h2 белая пешка · c1 белая ладья · e1 белый король · f1 белый слон · h1 белая ладья | b8 чёрный ферзь · f8 чёрный слон · g8 чёрный конь · h8 чёрная ладья · a7 чёрная ладья · b7 чёрная пешка · e7 чёрный король · f7 чёрная пешка · h7 чёрная пешка · a6 чёрная пешка · b6 белый конь · e6 чёрная пешка · d5 чёрная пешка · f5 чёрный слон · g5 чёрная пешка · a4 белый ферзь · d4 белая пешка · f3 белый конь · a2 белая пешка · b2 белая пешка · e2 белая пешка · f2 белая пешка · g2 белая пешка · h2 белая пешка · c1 белая ладья · e1 белый король · f1 белый слон · h1 белая ладья | b8 чёрный ферзь · f8 чёрный слон · g8 чёрный конь · h8 чёрная ладья · a7 чёрная ладья · b7 чёрная пешка · e7 чёрный король · f7 чёрная пешка · h7 чёрная пешка · a6 чёрная пешка · b6 белый конь · e6 чёрная пешка · d5 чёрная пешка · f5 чёрный слон · g5 чёрная пешка · a4 белый ферзь · d4 белая пешка · f3 белый конь · a2 белая пешка · b2 белая пешка · e2 белая пешка · f2 белая пешка · g2 белая пешка · h2 белая пешка · c1 белая ладья · e1 белый король · f1 белый слон · h1 белая ладья | b8 чёрный ферзь · f8 чёрный слон · g8 чёрный конь · h8 чёрная ладья · a7 чёрная ладья · b7 чёрная пешка · e7 чёрный король · f7 чёрная пешка · h7 чёрная пешка · a6 чёрная пешка · b6 белый конь · e6 чёрная пешка · d5 чёрная пешка · f5 чёрный слон · g5 чёрная пешка · a4 белый ферзь · d4 белая пешка · f3 белый конь · a2 белая пешка · b2 белая пешка · e2 белая пешка · f2 белая пешка · g2 белая пешка · h2 белая пешка · c1 белая ладья · e1 белый король · f1 белый слон · h1 белая ладья | b8 чёрный ферзь · f8 чёрный слон · g8 чёрный конь · h8 чёрная ладья · a7 чёрная ладья · b7 чёрная пешка · e7 чёрный король · f7 чёрная пешка · h7 чёрная пешка · a6 чёрная пешка · b6 белый конь · e6 чёрная пешка · d5 чёрная пешка · f5 чёрный слон · g5 чёрная пешка · a4 белый ферзь · d4 белая пешка · f3 белый конь · a2 белая пешка · b2 белая пешка · e2 белая пешка · f2 белая пешка · g2 белая пешка · h2 белая пешка · c1 белая ладья · e1 белый король · f1 белый слон · h1 белая ладья | b8 чёрный ферзь · f8 чёрный слон · g8 чёрный конь · h8 чёрная ладья · a7 чёрная ладья · b7 чёрная пешка · e7 чёрный король · f7 чёрная пешка · h7 чёрная пешка · a6 чёрная пешка · b6 белый конь · e6 чёрная пешка · d5 чёрная пешка · f5 чёрный слон · g5 чёрная пешка · a4 белый ферзь · d4 белая пешка · f3 белый конь · a2 белая пешка · b2 белая пешка · e2 белая пешка · f2 белая пешка · g2 белая пешка · h2 белая пешка · c1 белая ладья · e1 белый король · f1 белый слон · h1 белая ладья | b8 чёрный ферзь · f8 чёрный слон · g8 чёрный конь · h8 чёрная ладья · a7 чёрная ладья · b7 чёрная пешка · e7 чёрный король · f7 чёрная пешка · h7 чёрная пешка · a6 чёрная пешка · b6 белый конь · e6 чёрная пешка · d5 чёрная пешка · f5 чёрный слон · g5 чёрная пешка · a4 белый ферзь · d4 белая пешка · f3 белый конь · a2 белая пешка · b2 белая пешка · e2 белая пешка · f2 белая пешка · g2 белая пешка · h2 белая пешка · c1 белая ладья · e1 белый король · f1 белый слон · h1 белая ладья | 4 |
| 3 | b8 чёрный ферзь · f8 чёрный слон · g8 чёрный конь · h8 чёрная ладья · a7 чёрная ладья · b7 чёрная пешка · e7 чёрный король · f7 чёрная пешка · h7 чёрная пешка · a6 чёрная пешка · b6 белый конь · e6 чёрная пешка · d5 чёрная пешка · f5 чёрный слон · g5 чёрная пешка · a4 белый ферзь · d4 белая пешка · f3 белый конь · a2 белая пешка · b2 белая пешка · e2 белая пешка · f2 белая пешка · g2 белая пешка · h2 белая пешка · c1 белая ладья · e1 белый король · f1 белый слон · h1 белая ладья | b8 чёрный ферзь · f8 чёрный слон · g8 чёрный конь · h8 чёрная ладья · a7 чёрная ладья · b7 чёрная пешка · e7 чёрный король · f7 чёрная пешка · h7 чёрная пешка · a6 чёрная пешка · b6 белый конь · e6 чёрная пешка · d5 чёрная пешка · f5 чёрный слон · g5 чёрная пешка · a4 белый ферзь · d4 белая пешка · f3 белый конь · a2 белая пешка · b2 белая пешка · e2 белая пешка · f2 белая пешка · g2 белая пешка · h2 белая пешка · c1 белая ладья · e1 белый король · f1 белый слон · h1 белая ладья | b8 чёрный ферзь · f8 чёрный слон · g8 чёрный конь · h8 чёрная ладья · a7 чёрная ладья · b7 чёрная пешка · e7 чёрный король · f7 чёрная пешка · h7 чёрная пешка · a6 чёрная пешка · b6 белый конь · e6 чёрная пешка · d5 чёрная пешка · f5 чёрный слон · g5 чёрная пешка · a4 белый ферзь · d4 белая пешка · f3 белый конь · a2 белая пешка · b2 белая пешка · e2 белая пешка · f2 белая пешка · g2 белая пешка · h2 белая пешка · c1 белая ладья · e1 белый король · f1 белый слон · h1 белая ладья | b8 чёрный ферзь · f8 чёрный слон · g8 чёрный конь · h8 чёрная ладья · a7 чёрная ладья · b7 чёрная пешка · e7 чёрный король · f7 чёрная пешка · h7 чёрная пешка · a6 чёрная пешка · b6 белый конь · e6 чёрная пешка · d5 чёрная пешка · f5 чёрный слон · g5 чёрная пешка · a4 белый ферзь · d4 белая пешка · f3 белый конь · a2 белая пешка · b2 белая пешка · e2 белая пешка · f2 белая пешка · g2 белая пешка · h2 белая пешка · c1 белая ладья · e1 белый король · f1 белый слон · h1 белая ладья | b8 чёрный ферзь · f8 чёрный слон · g8 чёрный конь · h8 чёрная ладья · a7 чёрная ладья · b7 чёрная пешка · e7 чёрный король · f7 чёрная пешка · h7 чёрная пешка · a6 чёрная пешка · b6 белый конь · e6 чёрная пешка · d5 чёрная пешка · f5 чёрный слон · g5 чёрная пешка · a4 белый ферзь · d4 белая пешка · f3 белый конь · a2 белая пешка · b2 белая пешка · e2 белая пешка · f2 белая пешка · g2 белая пешка · h2 белая пешка · c1 белая ладья · e1 белый король · f1 белый слон · h1 белая ладья | b8 чёрный ферзь · f8 чёрный слон · g8 чёрный конь · h8 чёрная ладья · a7 чёрная ладья · b7 чёрная пешка · e7 чёрный король · f7 чёрная пешка · h7 чёрная пешка · a6 чёрная пешка · b6 белый конь · e6 чёрная пешка · d5 чёрная пешка · f5 чёрный слон · g5 чёрная пешка · a4 белый ферзь · d4 белая пешка · f3 белый конь · a2 белая пешка · b2 белая пешка · e2 белая пешка · f2 белая пешка · g2 белая пешка · h2 белая пешка · c1 белая ладья · e1 белый король · f1 белый слон · h1 белая ладья | b8 чёрный ферзь · f8 чёрный слон · g8 чёрный конь · h8 чёрная ладья · a7 чёрная ладья · b7 чёрная пешка · e7 чёрный король · f7 чёрная пешка · h7 чёрная пешка · a6 чёрная пешка · b6 белый конь · e6 чёрная пешка · d5 чёрная пешка · f5 чёрный слон · g5 чёрная пешка · a4 белый ферзь · d4 белая пешка · f3 белый конь · a2 белая пешка · b2 белая пешка · e2 белая пешка · f2 белая пешка · g2 белая пешка · h2 белая пешка · c1 белая ладья · e1 белый король · f1 белый слон · h1 белая ладья | b8 чёрный ферзь · f8 чёрный слон · g8 чёрный конь · h8 чёрная ладья · a7 чёрная ладья · b7 чёрная пешка · e7 чёрный король · f7 чёрная пешка · h7 чёрная пешка · a6 чёрная пешка · b6 белый конь · e6 чёрная пешка · d5 чёрная пешка · f5 чёрный слон · g5 чёрная пешка · a4 белый ферзь · d4 белая пешка · f3 белый конь · a2 белая пешка · b2 белая пешка · e2 белая пешка · f2 белая пешка · g2 белая пешка · h2 белая пешка · c1 белая ладья · e1 белый король · f1 белый слон · h1 белая ладья | 3 |
| 2 | b8 чёрный ферзь · f8 чёрный слон · g8 чёрный конь · h8 чёрная ладья · a7 чёрная ладья · b7 чёрная пешка · e7 чёрный король · f7 чёрная пешка · h7 чёрная пешка · a6 чёрная пешка · b6 белый конь · e6 чёрная пешка · d5 чёрная пешка · f5 чёрный слон · g5 чёрная пешка · a4 белый ферзь · d4 белая пешка · f3 белый конь · a2 белая пешка · b2 белая пешка · e2 белая пешка · f2 белая пешка · g2 белая пешка · h2 белая пешка · c1 белая ладья · e1 белый король · f1 белый слон · h1 белая ладья | b8 чёрный ферзь · f8 чёрный слон · g8 чёрный конь · h8 чёрная ладья · a7 чёрная ладья · b7 чёрная пешка · e7 чёрный король · f7 чёрная пешка · h7 чёрная пешка · a6 чёрная пешка · b6 белый конь · e6 чёрная пешка · d5 чёрная пешка · f5 чёрный слон · g5 чёрная пешка · a4 белый ферзь · d4 белая пешка · f3 белый конь · a2 белая пешка · b2 белая пешка · e2 белая пешка · f2 белая пешка · g2 белая пешка · h2 белая пешка · c1 белая ладья · e1 белый король · f1 белый слон · h1 белая ладья | b8 чёрный ферзь · f8 чёрный слон · g8 чёрный конь · h8 чёрная ладья · a7 чёрная ладья · b7 чёрная пешка · e7 чёрный король · f7 чёрная пешка · h7 чёрная пешка · a6 чёрная пешка · b6 белый конь · e6 чёрная пешка · d5 чёрная пешка · f5 чёрный слон · g5 чёрная пешка · a4 белый ферзь · d4 белая пешка · f3 белый конь · a2 белая пешка · b2 белая пешка · e2 белая пешка · f2 белая пешка · g2 белая пешка · h2 белая пешка · c1 белая ладья · e1 белый король · f1 белый слон · h1 белая ладья | b8 чёрный ферзь · f8 чёрный слон · g8 чёрный конь · h8 чёрная ладья · a7 чёрная ладья · b7 чёрная пешка · e7 чёрный король · f7 чёрная пешка · h7 чёрная пешка · a6 чёрная пешка · b6 белый конь · e6 чёрная пешка · d5 чёрная пешка · f5 чёрный слон · g5 чёрная пешка · a4 белый ферзь · d4 белая пешка · f3 белый конь · a2 белая пешка · b2 белая пешка · e2 белая пешка · f2 белая пешка · g2 белая пешка · h2 белая пешка · c1 белая ладья · e1 белый король · f1 белый слон · h1 белая ладья | b8 чёрный ферзь · f8 чёрный слон · g8 чёрный конь · h8 чёрная ладья · a7 чёрная ладья · b7 чёрная пешка · e7 чёрный король · f7 чёрная пешка · h7 чёрная пешка · a6 чёрная пешка · b6 белый конь · e6 чёрная пешка · d5 чёрная пешка · f5 чёрный слон · g5 чёрная пешка · a4 белый ферзь · d4 белая пешка · f3 белый конь · a2 белая пешка · b2 белая пешка · e2 белая пешка · f2 белая пешка · g2 белая пешка · h2 белая пешка · c1 белая ладья · e1 белый король · f1 белый слон · h1 белая ладья | b8 чёрный ферзь · f8 чёрный слон · g8 чёрный конь · h8 чёрная ладья · a7 чёрная ладья · b7 чёрная пешка · e7 чёрный король · f7 чёрная пешка · h7 чёрная пешка · a6 чёрная пешка · b6 белый конь · e6 чёрная пешка · d5 чёрная пешка · f5 чёрный слон · g5 чёрная пешка · a4 белый ферзь · d4 белая пешка · f3 белый конь · a2 белая пешка · b2 белая пешка · e2 белая пешка · f2 белая пешка · g2 белая пешка · h2 белая пешка · c1 белая ладья · e1 белый король · f1 белый слон · h1 белая ладья | b8 чёрный ферзь · f8 чёрный слон · g8 чёрный конь · h8 чёрная ладья · a7 чёрная ладья · b7 чёрная пешка · e7 чёрный король · f7 чёрная пешка · h7 чёрная пешка · a6 чёрная пешка · b6 белый конь · e6 чёрная пешка · d5 чёрная пешка · f5 чёрный слон · g5 чёрная пешка · a4 белый ферзь · d4 белая пешка · f3 белый конь · a2 белая пешка · b2 белая пешка · e2 белая пешка · f2 белая пешка · g2 белая пешка · h2 белая пешка · c1 белая ладья · e1 белый король · f1 белый слон · h1 белая ладья | b8 чёрный ферзь · f8 чёрный слон · g8 чёрный конь · h8 чёрная ладья · a7 чёрная ладья · b7 чёрная пешка · e7 чёрный король · f7 чёрная пешка · h7 чёрная пешка · a6 чёрная пешка · b6 белый конь · e6 чёрная пешка · d5 чёрная пешка · f5 чёрный слон · g5 чёрная пешка · a4 белый ферзь · d4 белая пешка · f3 белый конь · a2 белая пешка · b2 белая пешка · e2 белая пешка · f2 белая пешка · g2 белая пешка · h2 белая пешка · c1 белая ладья · e1 белый король · f1 белый слон · h1 белая ладья | 2 |
| 1 | b8 чёрный ферзь · f8 чёрный слон · g8 чёрный конь · h8 чёрная ладья · a7 чёрная ладья · b7 чёрная пешка · e7 чёрный король · f7 чёрная пешка · h7 чёрная пешка · a6 чёрная пешка · b6 белый конь · e6 чёрная пешка · d5 чёрная пешка · f5 чёрный слон · g5 чёрная пешка · a4 белый ферзь · d4 белая пешка · f3 белый конь · a2 белая пешка · b2 белая пешка · e2 белая пешка · f2 белая пешка · g2 белая пешка · h2 белая пешка · c1 белая ладья · e1 белый король · f1 белый слон · h1 белая ладья | b8 чёрный ферзь · f8 чёрный слон · g8 чёрный конь · h8 чёрная ладья · a7 чёрная ладья · b7 чёрная пешка · e7 чёрный король · f7 чёрная пешка · h7 чёрная пешка · a6 чёрная пешка · b6 белый конь · e6 чёрная пешка · d5 чёрная пешка · f5 чёрный слон · g5 чёрная пешка · a4 белый ферзь · d4 белая пешка · f3 белый конь · a2 белая пешка · b2 белая пешка · e2 белая пешка · f2 белая пешка · g2 белая пешка · h2 белая пешка · c1 белая ладья · e1 белый король · f1 белый слон · h1 белая ладья | b8 чёрный ферзь · f8 чёрный слон · g8 чёрный конь · h8 чёрная ладья · a7 чёрная ладья · b7 чёрная пешка · e7 чёрный король · f7 чёрная пешка · h7 чёрная пешка · a6 чёрная пешка · b6 белый конь · e6 чёрная пешка · d5 чёрная пешка · f5 чёрный слон · g5 чёрная пешка · a4 белый ферзь · d4 белая пешка · f3 белый конь · a2 белая пешка · b2 белая пешка · e2 белая пешка · f2 белая пешка · g2 белая пешка · h2 белая пешка · c1 белая ладья · e1 белый король · f1 белый слон · h1 белая ладья | b8 чёрный ферзь · f8 чёрный слон · g8 чёрный конь · h8 чёрная ладья · a7 чёрная ладья · b7 чёрная пешка · e7 чёрный король · f7 чёрная пешка · h7 чёрная пешка · a6 чёрная пешка · b6 белый конь · e6 чёрная пешка · d5 чёрная пешка · f5 чёрный слон · g5 чёрная пешка · a4 белый ферзь · d4 белая пешка · f3 белый конь · a2 белая пешка · b2 белая пешка · e2 белая пешка · f2 белая пешка · g2 белая пешка · h2 белая пешка · c1 белая ладья · e1 белый король · f1 белый слон · h1 белая ладья | b8 чёрный ферзь · f8 чёрный слон · g8 чёрный конь · h8 чёрная ладья · a7 чёрная ладья · b7 чёрная пешка · e7 чёрный король · f7 чёрная пешка · h7 чёрная пешка · a6 чёрная пешка · b6 белый конь · e6 чёрная пешка · d5 чёрная пешка · f5 чёрный слон · g5 чёрная пешка · a4 белый ферзь · d4 белая пешка · f3 белый конь · a2 белая пешка · b2 белая пешка · e2 белая пешка · f2 белая пешка · g2 белая пешка · h2 белая пешка · c1 белая ладья · e1 белый король · f1 белый слон · h1 белая ладья | b8 чёрный ферзь · f8 чёрный слон · g8 чёрный конь · h8 чёрная ладья · a7 чёрная ладья · b7 чёрная пешка · e7 чёрный король · f7 чёрная пешка · h7 чёрная пешка · a6 чёрная пешка · b6 белый конь · e6 чёрная пешка · d5 чёрная пешка · f5 чёрный слон · g5 чёрная пешка · a4 белый ферзь · d4 белая пешка · f3 белый конь · a2 белая пешка · b2 белая пешка · e2 белая пешка · f2 белая пешка · g2 белая пешка · h2 белая пешка · c1 белая ладья · e1 белый король · f1 белый слон · h1 белая ладья | b8 чёрный ферзь · f8 чёрный слон · g8 чёрный конь · h8 чёрная ладья · a7 чёрная ладья · b7 чёрная пешка · e7 чёрный король · f7 чёрная пешка · h7 чёрная пешка · a6 чёрная пешка · b6 белый конь · e6 чёрная пешка · d5 чёрная пешка · f5 чёрный слон · g5 чёрная пешка · a4 белый ферзь · d4 белая пешка · f3 белый конь · a2 белая пешка · b2 белая пешка · e2 белая пешка · f2 белая пешка · g2 белая пешка · h2 белая пешка · c1 белая ладья · e1 белый король · f1 белый слон · h1 белая ладья | b8 чёрный ферзь · f8 чёрный слон · g8 чёрный конь · h8 чёрная ладья · a7 чёрная ладья · b7 чёрная пешка · e7 чёрный король · f7 чёрная пешка · h7 чёрная пешка · a6 чёрная пешка · b6 белый конь · e6 чёрная пешка · d5 чёрная пешка · f5 чёрный слон · g5 чёрная пешка · a4 белый ферзь · d4 белая пешка · f3 белый конь · a2 белая пешка · b2 белая пешка · e2 белая пешка · f2 белая пешка · g2 белая пешка · h2 белая пешка · c1 белая ладья · e1 белый король · f1 белый слон · h1 белая ладья | 1 |
|   | a | b | c | d | e | f | g | h |   |

Г. Каро — Эм. Ласкер, турнир немецких мастеров, Берлин, 21 июля 1890 г.
Славянская защита
1. d4 d5 2. c4 c6 3. Kf3 Cf5 4. Фb3 Фс8. Начало всех дальнейших затруднений. Проще было 4… Фb6 (5. cd C:b1). 5. cd cd 6. Kc3 e6 7. Cf4 a6? На будущего чемпиона находит «любительское» затмение: защита крайними пешками в дебюте в ущерб развитию. Необходимо было сыграть более естественно 7… Кс6! с идеей на 8. Кb5 ответить 8… Сb4+ 9. Kpd1 Kpf8. В этом случае вся борьба была впереди. 8. Ka4 Лa7? А это вторая и уже решающая ошибка, как отмечает и сам Г. Каро в примечаниях к партии (см. ниже). Старинное предсказание, что в шахматных сражениях ошибки часто «ходят парами» в данном случае полностью подтвердилось. Продлевало неравную борьбу 8… Kd7 9. Лс1 Фd8 10. Фb7 Kgf6. 9. Kb6 Фd8 10. Cb8! Фb8 11. Фа4+ Кре7 12. Лс1. Эм. Ласкер, наверное, долго помнил эту свою дебютную позицию. 12… g5. (См. диаграмму). 13. Ке5! Kh6 14. Kc8+. Черные сдались (1:0).

## Спортивные результаты
| Год  | Город    | Соревнование                                           | + | −  | =  | Результат | Место |
| ---- | -------- | ------------------------------------------------------ | - | -- | -- | --------- | ----- |
| 1883 | Берлин   | Клубный турнир                                         |   |    |    |           | 10    |
| 1887 | Берлин   | Клубный турнир                                         |   |    |    |           | 4     |
| 1888 | Берлин   | Клубный турнир                                         |   |    |    |           | 1     |
|      | Нюрнберг | Конгресс Баварского шахматного союза (побочный турнир) |   |    |    |           | 2—3   |
| 1889 | Берлин   | Турнир немецких мастеров                               |   |    |    |           | 3     |
| 1890 | Берлин   | Турнир немецких мастеров                               | 3 | 1  | 3  | 4½ из 7   | 3—4   |
| 1891 | Берлин   | Турнир немецких мастеров                               |   |    |    |           | 1     |
| 1892 | Берлин   | Матч с К. Барделебеном                                 | 2 | 2  | 2  | 3 : 3     |       |
|      | Берлин   | Матч с Ш. А. Винавером                                 | 2 | 3  | 1  | 2½ : 3½   |       |
| 1894 | Берлин   | Турнир немецких мастеров                               |   |    |    |           | 1     |
|      | Берлин   | Турнир немецких мастеров                               |   |    |    |           | 3     |
| 1897 | Берлин   | Международный турнир                                   | 7 | 4  | 8  | 11 из 19  | 9     |
|      | Берлин   | Матч с Ж. Мизесом                                      | 3 | 4  | 3  | 4½ : 5½   |       |
| 1898 | Вена     | Международный турнир                                   | 6 | 17 | 13 | 12 из 36  | 17    |
|      | Берлин   | Турнир немецких мастеров                               |   |    |    |           | 1     |
| 1899 | Берлин   | Турнир немецких мастеров                               |   |    |    |           | 4     |
| 1902 | Берлин   | Турнир немецких мастеров                               |   |    |    |           | 6—7   |
| 1903 | Берлин   | Матч с К. Барделебеном                                 | 4 | 4  | 0  | 4 : 4     |       |
|      | Берлин   | Турнир немецких мастеров                               |   |    |    |           | 1     |
| 1904 | Кобург   | 14-й конгресс Германского шахматного союза             | 2 | 6  | 4  | 4 из 12   | 11—12 |
|      | Берлин   | Чемпионат Берлина                                      |   |    |    |           | 1     |
| 1905 | Бармен   | Международный турнир (побочный турнир)                 | 6 | 4  | 7  | 9½ из 17  | 7—8   |
|      | Берлин   | Чемпионат Берлина                                      |   |    |    |           | 1—2   |
|      | Берлин   | Матч с М. Левиттом                                     | 4 | 3  | 5  | 6½ : 5½   |       |
| 1907 | Берлин   | Международный турнир                                   | 4 | 4  | 3  | 5½ из 11  | 6     |
| 1908 | Берлин   | Турнир немецких шахматистов                            |   |    |    |           | 3—5   |
| 1911 | Берлин   | Турнир немецких шахматистов                            |   |    |    |           | 4     |